# 初乃ふみか
初乃 ふみか（はつの ふみか、1998年12月8日 - ）は、日本のAV女優。

## 略歴・人物
北海道出身で、趣味は1人でお出かけ。デビュー時の所属事務所はLINX（現在は不明）。
2018年8月、エスワン専属女優としてAVデビュー。
同年12月より専属を離れ、企画単体女優となる。

## 出演作品

### アダルトDVD
2018年
- 新人 NO.1STYLE 初乃ふみか AVデビュー（8月7日、エスワン）
- 激イキ! 初めての大絶頂3本番スペシャル（9月7日、エスワン）
- 交わる体液、濃密セックス（10月7日、エスワン）
- 極細スリム美乳ボディ 強制ポルチオ開発デカチン×激ピス×膣奥スーパートランス性交（11月7日、エスワン）
- 接吻乳首責めレズビアン 〜先輩レースクイーンの卑猥なレズキスニップル調教〜（12月1日、Fitch）
- 「マジ天使!?」骨折してオナニーできない僕のチ●コは我慢の限界!それを見かねた美人ナースは使命感に駆られたのか優しく手を添えてくれ… 2（12月7日、DOC）
- 彼女が4日間家族と旅行に行ってる間、彼女の親友と夢中でヤリまくった（12月7日、BeFree）
- 【まじシコい】パパ活でゴム無し生中OKの激カワ娘が夢中でヤリまくりのイキまくりなので僕のち●ぽがやばたにえんwww（12月19日、チキチキカマー）
- 新米美人先生が射精の早さに悩む男性の早漏改善トレーニングに挑戦!! 触れるだけで暴発しそうになる敏感チ○ポをやさしく励ましお互い気持ちよくなる連続生中出しSEX!! 総射精31発（12月21日、DOC）※「星野みか」名義

2019年
- 奥手でまじめな女子〇生が敏感クリトリスいじりっぱなし絶頂体験!! カラダの中で最も感じるクリトリスをずーっとこねくり回し デカチンSEXで連続絶頂!連続生中出し! 合計14発!（1月11日、DOC）※「あやか」名義
- 中出し専用! 僕だけのハメハメイド!（1月11日、宇宙企画）
- 「あゝいっぱい擦れて気持ちいいの…」 Eカップの美乳と極上のクビレを魅せる純朴制服娘を、ビッチになるまで濃厚セックスしまくってやった…（1月13日、オーロラプロジェクト・アネックス）
- はじめての一人旅。 親戚の伯父さんと冬休みの思い出（1月25日、I.B.WORKS）
- 高飛車令嬢 中出し 肉便器化計画（2月1日、ワンズファクトリー）
- 再婚相手の娘と浴室で密着性交（2月7日、ヒビノ）
- 学園で一番可愛く清楚な純白美少女はSEXで心を満たす中出し願望娘（2月22日、宇宙企画）※「ふみか」名義
- 欲情日和（3月13日、S-Cute）
- 街角シロウトナンパ! vol.45 お悩み解決らぶワゴン 3（3月22日、プレステージ）※「ふみか」名義

### VR
- MOODYZ Fresh VR Eカップ色白美少女・初乃ふみか 初めてのVR現場にWELCOME(ようこそ)!!（2018年12月7日、MOODYZ）
- 彼女の親友がこたつの中で僕のチ●ポを求めてくる修羅場展開VR!（2019年1月18日、kawaii*）
- 指名No.1 リピート率100%の難攻不落なデリヘル嬢に連続生中出しできた件。（2019年2月28日、KMPVR）

### イメージDVD
- Fumika Dancing princess（2018年9月13日、REbecca）